# Kensingtonský kámen
Kensingtonský kámen je kamenná deska o hmotnosti 92 kg s runovým nápisem na čelní a boční straně. Švédský přistěhovalec Olof Ohman jej, podle vlastního tvrzení, objevil v roce 1898 na své farmě v okrese Douglas v Minnesotě a pojmenoval po nejbližším městečku, Kensingtonu.
Nápis má být záznamem, který zanechali skandinávští mořeplavci roku 1362. Debata o autentičnosti nápisu vyústila ve vědecký konsensus, že jde o novodobý padělek, přičemž někteří kritici za tvůrce nápisu přímo označovali údajného objevitele Ohmana. Přesto místní společenství zůstává přesvědčeno o pravosti kamene.

## Odvážná cesta Vikingů
Kensingtonský kámen je runový památník, uznávaný jako důkaz cesty Poula Knutsona a jeho posádky do Severní Ameriky. Roku 1355 byla vyslána norsko-švédská expedice vedená  mořeplavcem Poulem Knutsonem. Úkolem bylo zjistit osud části Vikingů, kteří prakticky emigrovali na americký kontinent. Poul Knutson vyrostl na malém ostrůvku u Bergenu a byl  mořeplavcem. Jejich loď, nazvaná Knarre, vyplula z přístavu v Bergenu, dorazila na Island a poté dále do Grónska. Po vyplutí už o expedici nikdo neslyšel až do ledna roku 1908, kdy americký historik Hjalmar R. Holand zveřejnil runový nápis z tzv. kensingtonského kamene, který dal do souvislosti z Knutsonovou cestou. Runový text na Kensingtongském kameni přeložil Hjalmar Holand do angličtiny takto: :
```
Osm Gótů a dvaadvacet Norů na výzkumné cestě z Vinlandu na západ. Tábořili jsme na dvou ostrůvcích, několik dní cesty na sever od tohoto kamene. Byli jsme na rybolovu jeden den. Pak jsme přišli domů, nalezli deset mužů zbrocených krví a mrtvých. AVM (Ave Virgo Maria - buď pozdravena, Panno Marie), zbav (nás) zlého. Deset našich mužů máme na moři, aby hlídali naši loď, čtrnáct dní cesty od tohoto ostrova. Rok 1362 
```

Poslední věta byla vyryta do okraje kamene napříč ke směru písma.
Dlouhá léta byl nápis na kameni považován za padělek. Dnes je pravost runového nápisu všeobecně uznávána a roku 1953 byla zformulována teorie o plavbě Poula Knutsona. Ten se plavil nejprve známým kurzem do Vinlandu. Doplul do Leifsbudiru v dnešním Massachusetts, kde Gróňané měli své chýše, ve kterých v případě potřeby přezimovali. Na tomto místě nenašel nikoho, rozdělil tedy výpravu na dvě části. Jedna část setrvala v zálivu dnes zvaným Narrgansettský na Rhode Island na poloostrově Cod. Druhá část se vydala na pátrat po osadnících. Na Rhode Islandu vybudovali zbožní Norové kamennou rotundu, dlouho považovanou za starý větrný mlýn. Dnes je určen jako kopie kostela v Tunsbergu v Norsku a nazývá se New Port Tower. Byla vystavěna před šesti sty lety a je považována za nejstarší křesťanskou stavbu v Americe. Druhá část výpravy pokračovala v pátrání. Na březích Severní Ameriky několikrát přezimovala cestou kolem pobřeží Labradoru do Hudsonova zálivu. Nehostinné pobřeží zálivu je přesvědčilo, že zde své krajany nenaleznou. Obrátili se tedy zpět na Rhode Island. Malou hlídku ponechali v ústí řeky Nelson u námořní lodi s tím, že se tito muži později vrátí do Grónska nebo na Island. Ostatní se vydali na cestu na jihovýchod po velkých vnitrozemských řekách. Jejich cestu zmapoval Hjalmar Holand podle kamenů, opatřených rýhami, ke kterým Vikingové připoutávali své lodě na noc. Šestitýdenní putování Seveřanů mezi řekou Nelson a horním tokem Mississippi vedlo po řekách, jezerech, bažinami až k dnešnímu městu La Crosse ve státě Wisconsin. I bez důkazů upevňovacích kamenů existují tři dokázaná místa této cesty:
- ústí řeky Nelson, jako bod obratu a rozhodnutí o rozdělení expedice
- balvan tvaru půlměsíce, nalezený na přítoku do jezera Sauk, 20 námořních mil po proudu jezera Osakis, nejspíše na jedné z posledních zastávek Norů, než došli k Mississippi. Balvan, široký 7,5 stopy byl křesťanským oltářem, čehož důkazem jsou otvory pro podpěru baldachýnu a dalších stopy po opracování. Balvan byl pravděpodobně použit při mariánské slavnosti 15. srpna 1362.
- kámen z Kensingtonu, nalezený roku 1898 farmářem Olafem Ohmanem v kořenech sedmdesátiletého stromu.

Tyto nálezy povzbudily další pátrání a bylo objeveno nářadí, zbraně, i hroby nordického původu. Tyto nálezy dokazují, že pobřeží Hudsonova zálivu bylo bodem vstupu Skandinávců na americký kontinent, i když ke skutečné kolonizaci vyčerpaní osadníci z Grónska již neměli sílu. Deset mužů přeživších Knutsonovu expedici se vrátilo domů a loď Knorre se potopila cestou z Grónska do Norska v roce 1369.